# NGC 443
NGC 443 = IC 1653 ist eine linsenförmige Galaxie vom Hubble-Typ S0-a im Sternbild Fische auf der Ekliptik. Sie ist schätzungsweise 220 Millionen Lichtjahre von der Milchstraße entfernt und hat einen Durchmesser von etwa 50.000 Lichtjahren. Gemeinsam mit 21 weiteren Galaxien ist sie Mitglied der NGC 452-Gruppe (LGG 18).
Im selben Himmelsareal befinden sich u. a. die Galaxien NGC 447, NGC 449, NGC 451, IC 1648.
Das Objekt wurde am 8. Oktober 1861 von Heinrich Ludwig d’Arrest entdeckt.